# Adam Brown (dj)
Adam Brown, artiestennaam van Ricardo de Bruijn (Rotterdam, 19 maart 1987), is een Nederlandse diskjockey en muziekproducent. Hij is vooral actief in het maken van dance en house. Daarnaast maakt Adam Brown ook regelmatig remixen van bestaande nummers en presenteert hij het radio programma Time to Dance bij diverse radiostations.

## Loopbaan
Adam Brown bracht in 2018 diverse tracks (een geheel album) uit bij zijn toenmalige label Viptracks. Sinds 6 december 2019 brengt Adam Brown zijn muziek uit via Planet Punk Music.

## Discografie

### Albums
| Album met eventuele hitnotering(en) in de Nederlandse Album Top 100 | Datum van verschijnen | Datum van binnenkomst | Hoogste positie | Aantal weken | Opmerkingen |
| ------------------------------------------------------------------- | --------------------- | --------------------- | --------------- | ------------ | ----------- |
| Turn of Life                                                        | 2019                  | 04-04-2019            |                 |              |             |

### Singles
| Single met eventuele hitnotering(en) in de Nederlandse Top 40 | Datum van verschijnen | Datum van binnenkomst | Hoogste positie | Aantal weken | Opmerkingen |
| ------------------------------------------------------------- | --------------------- | --------------------- | --------------- | ------------ | ----------- |
| Home                                                          | 2018                  | 09-09-2018            |                 |              |             |
| Insane                                                        | 2018                  | 10-10-2018            |                 |              |             |
| Yourbody                                                      | 2018                  | 11-11-2018            |                 |              |             |
| Sunshine                                                      | 2018                  | 12-12-2018            |                 |              |             |
| Freedom                                                       | 2019                  | 01-01-2019            |                 |              |             |
| Going                                                         | 2019                  | 02-02-2019            |                 |              |             |
| Turning Room                                                  | 2019                  | 03-03-2019            |                 |              |             |
| Explain                                                       | 2019                  | 04-04-2019            |                 |              |             |
| Rule The Lands                                                | 2019                  | 06-12-2019            |                 |              |             |
| Never Let You Go                                              | 2020                  | 06-03-2020            |                 |              |             |
| The Groove                                                    | 2022                  | 10-03-2022            |                 |              |             |
| Wet Slap                                                      | 2022                  | 02-06-2022            |                 |              |             |
| Dirty Dark                                                    | 2022                  | 28-07-2022            |                 |              |             |
| Vandaag is alle anders                                        | 2023                  | 16-02-2023            |                 |              |             |
| Born to be Free                                               | 2023                  | 25-03-2023            |                 |              |             |
| You Know                                                      | 2023                  | 19-05-2023            |                 |              |             |
| Don't Stop                                                    | 2023                  | 01-07-2023            |                 |              |             |